# Portret ženy chudožnika
Portret ženy chudožnika (Портрет жены художника) è un film del 1981 diretto da Aleksandr Pankratov.

## Trama
Il film racconta di una famiglia che va a riposare in una pensione. La moglie pensa di impedire a suo marito di fare creatività e inizia a flirtare con un altro uomo.